# SB/DV 17d sorozat
Az SB 17d sorozat egy 2B tengelyelrendezésű szerkocsis gyorsvonati gőzmozdonysorozat volt a Déli Vasútnál.
A 17b és 17c sorozat építése közben a floridsdorfi mozdonygyárban épült négy lényegesen erősebb példány, amit a  17d sorozatba osztottak. 1888-ban egy db és 1890-ben három db készült belőlük. A DV a 351-354 pályaszámokat adta nekik. Mind a négy mozdony Bécs honállomású volt és 1924 után BBÖ 603.01-04 pályaszámokon üzemeltek tovább.
1930-ig volt használatban.

## Fordítás
- Ez a szócikk részben vagy egészben  a   SB 17a,b,c,d című német Wikipédia-szócikk fordításán alapul.  Az eredeti cikk szerkesztőit annak laptörténete sorolja fel. Ez a jelzés csupán a megfogalmazás eredetét és a szerzői jogokat jelzi, nem szolgál a cikkben szereplő információk forrásmegjelöléseként.